# Ualabi tammar
El ualabi tammar (Notamacropus eugenii) és un petit membre de la família dels macropòdids i és l'espècie tipus que s'utilitza per investigar els macròpodes i els marsupials. Viu en illes de la costa del sud i l'oest d'Austràlia. Se'l considera una plaga a Kangaroo Island, on cria estacionalment en grans nombres i danya l'hàbitat dels equidnes de l'illa.
L'activitat sexual dels mascles és provocada per la presència de femelles en estre.